# السندريلا (مسلسل)

صورة لمنى زكي من مسلسل السندريلا تجسد دور سعاد حسني

السندريلا هو مسلسل مصري أنتج عام 2006 يروي السيرة الذاتية لسعاد حسني. وهو من إخراج سمير سيف وتأليف ممدوح الليثي وبطولة منى زكي وغادة رجب وباسم مكرم بدور محمد الموجي

## ملخص القصة
يحكي المسلسل عن حياة سندريلا الشاشة العربية سعاد حسني، وكيف انطلقت من مصر إلى العالمية، حيث عاشت في العصر الذهبي للسينما المصرية وقصة إصابتها بالمرض وتوقفها عن التمثيل مرورًا بوفاتها في ظروف غامضة.

## شخصيات المسلسل
- منى زكي: سعاد حسني
- غادة رجب: نجاة الصغيرة
- مدحت صالح: عبد الحليم حافظ والزوج الأول لسعاد
- يوسف الشريف: علي بدرخان الزوج الثالث لسعاد
- لطفي لبيب: محمد حسني والد سعاد
- مها أبو عوف: الحاجة جوهرة والدة سعاد
- كريم كوجاك: المخرج زكي فطين عبد الوهاب الزوج الرابع لسعاد
- شيري عادل: صباح أخت صغري لسعاد توفيت صغيرة
- عفاف حمدي: والدة علي بدرخان
- طارق لطفي: المخرج صلاح كريم الزوج الثاني لسعاد
- باسم مكرم : الموسيقار محمد الموجي
- إيهاب صبحى: أحمد شوكت زوج أخت سعاد
- سيد شفيق: عز الدين حسني
- عزت بدران: عبد المنعم حافظ زوج والد سعاد
- رامى سمير وحيد: ماهر عواد الزوج الخامس

## روابط
- موقع منى زكي